# Frannie (Wyoming)
Pour les articles homonymes, voir Frannie.
Frannie est une municipalité américaine située dans les comtés de Big Horn et de Park au Wyoming.
Lors du recensement de 2010, sa population est de 157 habitants (dont 138 dans le comté de Big Horn). La municipalité s'étend sur 0,44 milles carrés (1,14 km2).